# Spirapertolina
Spirapertolina es un género de foraminífero bentónico de la familia Meandropsinidae, de la superfamilia Soritoidea, del suborden Miliolina y del orden Miliolida. Su especie tipo es Spirapertolina almelai. Su rango cronoestratigráfico abarca el Santoniense (Cretácico superior).

## Clasificación
Spirapertolina incluye a las siguientes especies:
- Spirapertolina almelai †